# マム語
マム語（マムご、Mam）は、マヤ語族の大マム語群（マム・イシル語群）に属する言語で、マム族によって話される。主にグアテマラのウェウェテナンゴ県、ケツァルテナンゴ県、サン・マルコス県で話されている。話者数は約50万人であり、マヤ語族のうちではキチェ語、ユカテコ語、ケクチ語についで多い。
メキシコではチアパス州で話されるが、スペイン語しか話さないマム族も多い。2000年の統計によれば、チアパス州の5歳以上のマム族11,755人のうち先住民の言語を話すものは5,447人だった。
アメリカ合衆国の、とくにオークランドにマム語話者の移民が集中し、通訳の少なさが問題になっている。

## 言語名
マムとはマム語で「父」、「祖父」、あるいは祖先を意味する。言語名の自称は「我々の言葉」を意味するqyoolである。

## 方言
マム語は方言の違いが大きい。南部・西部・北部の3種類に大別される。

## 音声
マヤ語族のほかの言語とくらべ、大マム語群の言語はそり舌音の系列/tʂ, tʂʼ, ʂ/があることを特徴とする（カンホバル語群の一部の言語もそり舌音を持つ）。歴史的に大マム語群で子音推移（tʃ→tʂ, t→tʃ, r→t）が起きたためと考えられている。マム語のrは感情語（擬態語）およびスペイン語からの借用語に由来する。また硬口蓋音の系列もあり、これは軟口蓋音が前舌母音の前で口蓋化したことによって発生したが、三人称複数の人称接辞（A型）ky-がどの母音の前にもつくため、軟口蓋音の条件異音ではなく異なる音素になっている。トドス・サントス方言ではさらに後部歯茎音に舌尖音と舌端音の区別がある。
喉頭化子音のうち、bʼとqʼは入破音[ɓ, ʛ]、tʼは入破音または放出音[tʼ / ɗ]、他は放出音である。
|        | 両唇音 | 歯茎音 | 後部歯茎音 | そり舌音 | 硬口蓋音 | 軟口蓋音 | 口蓋垂音 | 声門音 |
| ------ | ------ | ------ | ---------- | -------- | -------- | -------- | -------- | ------ |
| 破裂音 | p bʼ   | t tʼ   |            |          | ky kyʼ   | k kʼ     | q qʼ     | ʼ      |
| 破擦音 |        | tz tzʼ | ch chʼ     | tx txʼ   |          |          |          |        |
| 摩擦音 |        | s      | xh         | x        |          |          | j        |        |
| 鼻音   | m      | n      |            |          |          |          |          |        |
| 流音   |        | l r    |            |          |          |          |          |        |
| 半母音 | w      |        |            |          | y        |          |          |        |

母音は a e i o u の5母音で、長短の区別がある。
強勢は方言によって異なる。南部では最後から2番目の音節、西部では最後の音節、北部では最後の重い音節（CVV, CVʼ, CVCの順で重い）に置かれる。

## 文法
マヤ語族のほかの言語と同様、マム語は能格言語であり、A型（能格）とB型（絶対格）の2つの人称接頭辞（または前接語）、相の接辞、および法の接尾辞がある。名詞にA型接辞を加えることで所有構文を作ることができる（関係名詞は必ずA型接辞が加えられる）。非動詞述語はB型接辞を主語に一致させる。自動詞はB型の接辞がつき、他動詞は主語がA型、目的語がB型の人称接辞で表される。マム語は分裂能格言語であり、時間や目的を表す節の中などでは自動詞を含むすべての人称接辞にA型が使用される。
マム語では本来の二人称接辞が滅び（単数・複数とも）、三人称接辞をかわりに使う。二人称と三人称、および一人称複数の包括形と除外形を区別する接語がある。
動作の方向を表す接語が頻用され、北部方言では義務的に加えられる。マヤ語族のほかの言語と異なり、通常この接語は動詞の前、B型人称接頭辞の後ろに置かれる。
語順はVSO型（VAO型）である。

## 関連文献
- England, Nora (1983). A Grammar of Mam, a Mayan Language. University of Texas Press. ISBN 9780292729278（代表的な文法書）
- Maldonado Andrés, Juan; Ordoñez Domingo, Juan; Ortiz Domingo, Juan (1983). Diccionario de San Ildefonso Ixtahuacán Huehuetenango mam-español. Hannover: Verlag für Ethnologie（マム語北部方言の辞典）